# Bí thư Thành ủy Thành phố Hồ Chí Minh
Bí thư Thành ủy Thành phố Hồ Chí Minh (gọi tắt là Bí thư Thành ủy Hồ Chí Minh) là chức vụ đứng đầu Ban Chấp hành Đảng bộ Đảng Cộng sản Việt Nam tại Thành phố Hồ Chí Minh. Đây là một trong những chức vụ quan trọng trong hệ thống chính trị tại Việt Nam, vì vậy Bí thư Thành ủy Thành phố Hồ Chí Minh theo thông lệ cũng nắm giữ chức Ủy viên Bộ Chính trị Ban Chấp hành Trung ương Đảng Cộng sản Việt Nam.
Chức vụ Bí thư Thành ủy được Bộ Chính trị chỉ định, Phó Bí thư Thành ủy được Ban Chấp hành Đảng bộ thành phố bầu ra trong số các Ủy viên Ban Thường vụ Thành ủy. Quyền hạn và trách nhiệm của Bí thư Thành ủy theo quy định của Điều lệ Đảng Cộng sản Việt Nam.

## Lịch sử hình thành
Sau Hội nghị hợp nhất các tổ chức Cộng sản để thành lập Đảng Cộng sản Việt Nam, tại Nam Kỳ, một Hội nghị thống nhất các tổ chức Cộng sản ở Nam Kỳ được tổ chức ngày 24 tháng 2 năm 1930, đã bầu ra Ban lâm thời Chấp ủy của Đảng, do Ngô Gia Tự (bí danh là Bách) làm Bí thư, trụ sở đặt tại đường Kichiner - Grimaud (nay là đường Nguyễn Thái Học - Phạm Ngũ Lão), chịu trách nhiệm hợp nhất các tổ chức Cộng sản tại Nam Kỳ.
Cuối năm 1930, chính quyền thực dân phát hiện hoạt động thống nhất các tổ chức Cộng sản nên đã ra tay trấn áp. Nhiều lãnh đạo bị bắt, gồm cả Bí thư Xứ ủy Nam Kỳ Ngô Gia Tự và Bí thư Thành ủy Chợ Lớn Lê Quang Sung. Tháng 2 năm 1931, các đảng bộ Thành ủy Sài Gòn, Chợ Lớn đều bị giải tán, trực thuộc trực tiếp Xứ ủy Nam Kỳ.
Tháng 4 năm 1931, chính quyền Pháp hợp nhất thành phố Sài Gòn và thành phố Chợ Lớn thành một đơn vị hành chính mới gọi là Khu Sài Gòn - Chợ Lớn. Tháng 4 năm 1932, Thành ủy Sài Gòn - Chợ Lớn được tái lập. Các Tỉnh ủy Gia Định, Chợ Lớn được duy trì cho đến tận năm 1954.

## Lãnh đạo qua các thời kỳ
Trước năm 1976, tên gọi cũng như địa giới của các đơn vị hành chính mà hiện nay là Thành phố Hồ Chí Minh có thay đổi khá nhiều, và địa dư qua các thời kỳ cũng không trùng khít với khu vực thành phố Hồ Chí Minh hiện nay. Do điều kiện lịch sử, các chức vụ đứng đầu Đảng bộ cũng không được liên tục, thường xuyên bị gián đoạn. Mãi sau năm 1976, địa giới hành chính ổn định, các đơn vị hành chính cũng được hợp nhất, chức vụ Bí thư Thành ủy Thành phố Hồ Chí Minh mới ổn định cho đến nay.

### Liên Tỉnh ủy Gia Định - Chợ Lớn
| Hình | Tên           | Tên khác Bí danh | Bắt đầu      | Kết thúc | Chức vụ                                |
| ---- | ------------- | ---------------- | ------------ | -------- | -------------------------------------- |
|      | Châu Văn Liêm | Giáo Liêm        | Tháng 2/1930 | 4/5/1930 | Bí thư liên Tỉnh ủy Gia Định - Chợ Lớn |

### Tỉnh ủy Gia Định
| Hình | Tên                | Tên khác Bí danh       | Bắt đầu       | Kết thúc      | Chức vụ                                      |
| --- | ------------------ | ---------------------- | ------------- | ------------- | -------------------------------------------- |
| | Lê Trọng Mân       | Khôi                   | Tháng 3/1930  | Tháng 6/1930  | Bí thư Tỉnh ủy lâm thời Gia Định             |
| | Nguyễn Chí Diểu    |                        | Giữa 1930     | Tháng 9/1930  | Bí thư Tỉnh ủy Gia Định                      |
| | Nguyễn Văn Tây     | Thanh Sơn              | Tháng 9/1930  | Tháng 2/1931  | Bí thư Tỉnh ủy Gia Định                      |
| | Võ Văn Ngân        | Xú, Mập                | Cuối 1931     | Tháng 4/1932  | Bí thư Tỉnh ủy Gia Định                      |
| | Võ Văn Tần         | Già Tần                | Tháng 4/1932  | Tháng 6/1936  | Bí thư Tỉnh ủy Gia Định                      |
| | Bùi Văn Ngữ        | Bảy Suyễn, Bảy Xuyến   | Tháng 6/1936  | Cuối 1939     | Bí thư Tỉnh ủy Gia Định                      |
| | Lê Văn Khương      | Mười Đen               | Cuối 1939     | Cuối 1940     | Bí thư Tỉnh ủy Gia Định                      |
| | Bùi Văn Châu       | Lưu Dự Châu, Giáo Châu | Tháng 3/1941  | 28/7/1941     | Bí thư Tỉnh ủy Gia Định                      |
| | Nguyễn Văn Xưởng   |                        | Giữa 1941     | 1942?         | Bí thư Tỉnh ủy Gia Định                      |
| Từ năm 1943, tồn tại hai hệ thống Đảng bộ dưới sự lãnh đạo của nhóm Tiền Phong và nhóm Giải Phóng.                                     |                    |                        |               |               |                                              |
| | Huỳnh Văn Thớm     | Ba Súng                | 1942          | 1943?         | Bí thư Ban Cán sự Đảng tỉnh Gia Định         |
| | Phạm Văn Bàng      | Ba Bún, Ba Búng        | Đầu 1943      | 1944?         | Trưởng Ban cán sự Đảng tỉnh Gia Định         |
| | Huỳnh Văn Thớm     | Ba Súng                | 1944          | Tháng 9/1946  | Bí thư Tỉnh ủy Gia Định (Tỉnh ủy Giải Phóng) |
| | Phạm Văn Khung     | Bảy Khung, Thày Chùa   | Tháng 5/1945  | Tháng 9/1946  | Bí thư Tỉnh ủy Gia Định (Tỉnh ủy Tiền Phong) |
| Năm 1946, hội nghị thống nhất hai Tỉnh ủy được tổ chức. Các cấp ủy vẫn hoạt động riêng rẽ cho đến năm 1947.                            |                    |                        |               |               |                                              |
| | Trần Văn Thới      |                        | Tháng 9/1946  | Tháng 10/1947 | Bí thư Tỉnh ủy Gia Định                      |
| | Phạm Văn Chiêu     |                        | Tháng 10/1947 | Tháng 6/1951  | Bí thư Tỉnh ủy Gia Định                      |
| Tháng 6 năm 1951, Ủy ban Kháng chiến Hành chính Nam Bộ sáp nhập tỉnh Gia Định với tỉnh Tây Ninh thành tỉnh Gia Ninh hay Gia Định Ninh. |                    |                        |               |               |                                              |
| | Phạm Văn Chiêu     |                        | Tháng 6/1951  | Tháng 10/1951 | Bí thư Tỉnh ủy Gia Định Ninh                 |
| | Tô Ký              | Hùm xám                | Tháng 10/1951 | 1954          | Bí thư Tỉnh ủy Gia Định Ninh                 |
| Tháng 7 năm 1954, tỉnh Gia Định Ninh giải thể thành hai tỉnh Gia Định và Tây Ninh như cũ.                                              |                    |                        |               |               |                                              |
| | Phạm Khải          | Ba Ka                  | Tháng 10/1954 | Tháng 7/1957  | Bí thư Tỉnh ủy Gia Định                      |
| | Huỳnh Văn Thớm     | Ba Súng                | Tháng 7/1957  | Tháng 7/1957  | Bí thư Tỉnh ủy Gia Định                      |
| | Đoàn Công Chánh    | Sáu Bảo                | Tháng 7/1957  | 1957          | Bí thư Tỉnh ủy Gia Định                      |
| | Nguyễn Trọng Tuyển | Ba Thi                 | 1957          | Tháng 7/1959  | Bí thư Tỉnh ủy Gia Định                      |
| | Nguyễn Hồng Đào    | Tư Hồ                  | Cuối 1959     | Đầu 1960      | Bí thư Tỉnh ủy Gia Định                      |
| Cuối năm 1959 đầu 1960, Trung ương Cục Miền Nam sáp nhập tỉnh Gia Định vào Đặc khu Sài Gòn - Chợ Lớn thành Đặc khu Sài Gòn - Gia Định. |                    |                        |               |               |                                              |

### Tỉnh ủy Chợ Lớn
| Hình | Tên               | Tên khác Bí danh   | Bắt đầu                | Kết thúc      | Chức vụ                             |
| --- | ----------------- | ------------------ | ---------------------- | ------------- | ----------------------------------- |
| | Lê Quang Sung     | Lê Hoàn            | Tháng 6/1930           | Tháng 11/1930 | Bí thư Tỉnh ủy lâm thời Chợ Lớn     |
| | Nguyễn Xuân Luyện |                    | Tháng 11/1930          | Tháng 3/1931  | Bí thư Tỉnh ủy Chợ Lớn              |
| | Võ Văn Tần        |                    | Tháng 6/1931           | Cuối 1931     | Bí thư Tỉnh ủy Chợ Lớn              |
| | Hồ Văn Long       |                    | Cuối 1931              | Đầu 1932      | Bí thư Tỉnh ủy Chợ Lớn              |
| | Trương Văn Bang   | Ba Bang            | Tháng 10/1932          | 1933          | Bí thư Tỉnh ủy Chợ Lớn              |
| | Trương Văn Nhâm   | Ba Nhâm            | Giữa 1934              | Đầu 1935      | Bí thư Tỉnh ủy Chợ Lớn              |
| | Nguyễn Văn Lộc    |                    | 1935                   | 1936          | Bí thư Tỉnh ủy Chợ Lớn              |
| | Nguyễn Đức Hưng   | Năm thợ bạc, N.D.H | 1937                   | Tháng 9/1939  | Bí thư Tỉnh ủy Chợ Lớn              |
| | Dương Công Nữ     | Hai Nữ             | 1940                   | Tháng 5/1941  | Bí thư Tỉnh ủy Chợ Lớn              |
| | Trần Trung Tam    |                    | 1942                   | Đầu 1942      | Bí thư Tỉnh ủy Chợ Lớn              |
| | Nguyễn Văn Hoành  |                    | 1944                   | 1945          | Bí thư Tỉnh ủy Chợ Lớn              |
| | Hồ Văn Long       |                    | Đầu 1946               | Tháng 4/1946  | Bí thư Ban Cán sự Đảng tỉnh Chợ Lớn |
| Tháng 4/1946 | Hồ Văn Long       | Tháng 11/1946      | Bí thư Tỉnh ủy Chợ Lớn |               |                                     |
| | Trần Trung Tam    |                    | Tháng 11/1946          | Tháng 2/1950  | Bí thư Tỉnh ủy Chợ Lớn              |
| | Nguyễn Mạnh Hoan  | Hồng Châu          | Tháng 2/1950           | Tháng 6/1951  | Bí thư Tỉnh ủy Chợ Lớn              |
| Tháng 6 năm 1951, Ủy ban Kháng chiến Hành chính Nam Bộ sáp nhập tỉnh Chợ Lớn với tỉnh Bà Rịa thành tỉnh Bà Chợ.                                                                |                   |                    |                        |               |                                     |
| | Võ Văn Khánh      |                    | Tháng 6/1951           | Tháng 10/1951 | Bí thư Tỉnh ủy Bà Chợ               |
| | Đỗ Tất Thắng      |                    | Tháng 10/1951          | Tháng 7/1954  | Bí thư Tỉnh ủy Bà Chợ               |
| Tháng 7 năm 1954, tỉnh Bà Chợ giải thể thành hai tỉnh Bà Rịa và Chợ Lớn như cũ. Tháng 9, một phần tỉnh Chợ Lớn sáp nhập với thành phố Sài Gòn thành Đặc khu Sài Gòn - Chợ Lớn. |                   |                    |                        |               |                                     |
| | Huỳnh Văn Một     | Út Một             | Tháng 2/1955           | 1956          | Bí thư Tỉnh ủy Chợ Lớn              |
| | Nguyễn Văn Chí    | Sáu Chí            | 1956                   | Cuối 1956     | Bí thư Tỉnh ủy Chợ Lớn              |
| (Tháng 8 năm 1957, tỉnh Chợ Lớn sáp nhập với tỉnh Tân An thành tỉnh Long An)                                                                                                   |                   |                    |                        |               |                                     |

### Thành ủy Sài Gòn
| Hình | Tên                  | Tên khác Bí danh                 | Bắt đầu                           | Kết thúc          | Chức vụ                                                         |
| --- | -------------------- | -------------------------------- | --------------------------------- | ----------------- | --------------------------------------------------------------- |
| | Nguyễn Văn Lợi       | Hữu Dũng                         | Tháng 3/1930                      | Tháng 6/1930      | Bí thư Ban lâm thời Chấp ủy Đảng bộ Thành phố Sài Gòn           |
| | Trần Não             | Huỳnh Quảng, Hoàng Tuyền, Minh   | Tháng 6/1930                      | Tháng 7/1930      | Bí thư Thành ủy Sài Gòn                                         |
| | Tạ Đức Đường         |                                  | Tháng 5/1932                      | Tháng 10/1932     | Bí thư Thành ủy Sài Gòn                                         |
| | Trương Văn Bang      | Ba Bang                          | Tháng 5/1933                      | Tháng 2/1934      | Bí thư Xứ ủy Nam Kỳ kiêm Bí thư Thành ủy Sài Gòn                |
| | Trần Văn Vi          | Trần Phụng Vĩ, Dân Tôn Tử, Ba Vi | Tháng 10/1934                     | Tháng 5/1935      | Bí thư Thành ủy Sài Gòn                                         |
| | Nguyễn Văn Lộng      | Chùa                             | Cuối 1935                         | Đầu 1936          | Bí thư Thành ủy Sài Gòn                                         |
| | Trương Văn Nhâm      | Ba Nhâm                          | Đầu 1936                          | Cuối 1936         | Bí thư Thành ủy Sài Gòn                                         |
| | Bùi Văn Thủ          | Jacque                           | Cuối 1936                         | Cuối 1936         | Bí thư Thành ủy Sài Gòn                                         |
| | Nguyễn Văn Nghi      | Ba Nghi                          | Đầu 1937                          | Đầu 1937          | Bí thư Thành ủy Sài Gòn                                         |
| | Nguyễn Thị Minh Khai | Năm Bắc                          | Đầu 1937                          | Tháng 7/1940      | Bí thư Thành ủy Sài Gòn                                         |
| | Nguyễn Như Hạnh      |                                  | Tháng 8/1940                      | Tháng 11/1940     | Bí thư Thành ủy Sài Gòn                                         |
| Từ đầu năm 1942, xuất hiện nhiều nhóm tự nhận là Thành ủy Sài Gòn.                                                                           |                      |                                  |                                   |                   |                                                                 |
| | Trần Trung Tam       |                                  | Đầu 1942                          | Tháng 9/1942      | Lãnh đạo Thành ủy Sài Gòn (tự nhận)                             |
| | Hoàng Tế Thế         |                                  | 1942                              | 1942              | Lãnh đạo Thành ủy Sài Gòn (tự nhận)                             |
| | Nguyễn Đức Huy       | Quới                             | 1942                              | 1942              | Lãnh đạo Thành ủy Sài Gòn (tự nhận)                             |
| | Phùng Văn Đôn        |                                  | 1942                              | 1942              | Lãnh đạo Thành ủy Sài Gòn (tự nhận)                             |
| | Nguyễn Oanh          | Bạch Đằng lớn                    | 1942                              | Cuối 1943         | Lãnh đạo Thành ủy Sài Gòn (tự nhận)                             |
| | Bùi Văn Dự           | Ba Dự, Nguyễn Thanh              | Cuối 1942                         | Đầu 1943          | Bí thư Thành ủy Sài Gòn (tự nhận)                               |
| Từ năm 1943, tồn tại hai hệ thống Đảng bộ dưới sự lãnh đạo của nhóm Tiền Phong và nhóm Giải Phóng.                                           |                      |                                  |                                   |                   |                                                                 |
| | Nguyễn Oanh          | Bạch Đằng lớn                    | 1943                              | Tháng 5/1945?     | Bí thư Ban Cán sự Thành Sài Gòn                                 |
| | Nguyễn Văn Chí       | Tư Chí                           | Tháng 3/1945                      | Tháng 5/1945      | Bí thư Thành ủy Chợ Lớn                                         |
| | Nguyễn Văn Kỉnh      | Thượng Vũ                        | Tháng 5/1945                      | Tháng 9/1945      | Bí thư Thành ủy Sài Gòn                                         |
| Từ tháng 9 năm 1945 đến tháng 5 năm 1946, Thành ủy Sài Gòn cơ bản giải tán do các Thành ủy viên được phân tán để chỉ đạo Nam Bộ kháng chiến. |                      |                                  |                                   |                   |                                                                 |
| | Nguyễn Thành A       |                                  | Tháng 10 năm 1945                 | Tháng 10 năm 1945 | Quyền Bí thư Thành ủy Sài Gòn (chưa nhận nhiệm vụ thì được đổi) |
| | Phạm Văn Lẫm         | Phạm Phong Lẫm                   | 1945                              | Cuối 1945         | Bí thư Thành ủy Sài Gòn                                         |
| | Trịnh Đình Trọng     | Tư Phú                           | Tháng 5 năm 1946                  | Giữa 1947         | Bí thư Thành ủy lâm thời Sài Gòn                                |
| | Nguyễn Văn Linh      | Mười Cúc                         | Giữa 1947                         | Tháng 4/1948      | Bí thư Thành ủy Sài Gòn - Chợ Lớn                               |
| | Lê Văn Sỹ            | Võ Sỹ                            | Tháng 4/1948                      | Tháng 10/1948     | Bí thư Thành ủy Sài Gòn - Chợ Lớn                               |
| | Nguyễn Hộ            |                                  | Tháng 10/1948                     | Tháng 2/1949      | Quyền Bí thư Thành ủy Sài Gòn - Chợ Lớn                         |
| Tháng 2/1949 | Nguyễn Hộ            | Tháng 8/1950                     | Bí thư Thành ủy Sài Gòn - Chợ Lớn |                   |                                                                 |
| Tháng 8 năm 1950, Xứ ủy Nam Bộ tách Sài Gòn - Chợ Lớn thành Khu Đặc biệt trực thuộc Xứ ủy.                                                   |                      |                                  |                                   |                   |                                                                 |
| | Nguyễn Văn Linh      | Mười Cúc                         | Tháng 8/1950                      | Cuối 1952         | Bí thư Đặc Khu ủy Sài Gòn - Chợ Lớn                             |
| | Trần Quốc Thảo       | Đồ Em, Năm Hai                   | Cuối 1952                         | Cuối 1953         | Quyền Bí thư Đặc Khu ủy Sài Gòn - Chợ Lớn                       |
| | Nguyễn Văn Kỉnh      | Thượng Vũ                        | Cuối 1953                         | Đầu 1954          | Bí thư Đặc Khu ủy Sài Gòn - Chợ Lớn                             |
| Tháng 9 năm 1954, Xứ ủy Nam Bộ được tái lập và quyết định thành lập Khu ủy Sài Gòn - Chợ Lớn.                                                |                      |                                  |                                   |                   |                                                                 |
| | Nguyễn Văn Linh      | Mười Cúc                         | Tháng 9/1954                      | Cuối 1956         | Bí thư Khu ủy Sài Gòn - Chợ Lớn                                 |
| | Trần Quốc Thảo       | Năm Hai                          | Cuối 1956                         | Tháng 10/1957     | Bí thư Khu ủy Sài Gòn - Chợ Lớn                                 |
| | Nguyễn Ngọc Thanh    | Tám Tổ                           | Cuối 1957                         | Tháng 12/1958     | Quyền Bí thư Khu ủy Sài Gòn - Chợ Lớn                           |
| | Võ Văn Kiệt          | Sáu Dân                          | 1959                              | 1960              | Bí thư Khu ủy Sài Gòn - Chợ Lớn                                 |
| Năm 1960, Xứ ủy Nam Bộ đồng ý đề xuất hợp nhất Đảng bộ Khu Sài Gòn - Chợ Lớn và Tỉnh ủy Gia Định thành Khu Sài Gòn - Gia Định.               |                      |                                  |                                   |                   |                                                                 |
| | Võ Văn Kiệt          | Sáu Dân                          | 1960                              | Tháng 4/1965      | Bí thư Khu ủy Sài Gòn - Gia Định                                |
| | Nguyễn Văn Linh      | Mười Cúc                         | Tháng 4/1965                      | Cuối 1965         | Bí thư Khu ủy Sài Gòn - Gia Định                                |
| | Võ Văn Kiệt          | Sáu Dân                          | Đầu 1966                          | Tháng 10/1967     | Bí thư Khu ủy Sài Gòn - Gia Định                                |
| Tháng 10 năm 1967, Trung ương Cục Miền Nam thành lập Khu Trọng điểm trên cơ sở Khu Sài Gòn - Gia Định và các vùng đất lân cận.               |                      |                                  |                                   |                   |                                                                 |
| | Nguyễn Văn Linh      | Mười Cúc                         | Tháng 10/1967                     | Tháng 8/1968      | Bí thư Khu Trọng điểm                                           |
| Tháng 8 năm 1968, Trung ương Cục Miền Nam tái lập Thành ủy Sài Gòn - Gia Định.                                                               |                      |                                  |                                   |                   |                                                                 |
| | Võ Văn Kiệt          | Sáu Dân                          | Tháng 8/1968                      | Tháng 1/1971      | Bí thư Thành ủy Sài Gòn - Gia Định                              |
| | Trần Bạch Đằng       | Tám Cao                          | Tháng 1/1971                      | Tháng 4/1972      | Bí thư Thành ủy Sài Gòn - Gia Định                              |
| | Nguyễn Văn Linh      | Mười Cúc                         | Tháng 4/1972                      | Tháng 10/1973     | Bí thư Thành ủy Sài Gòn - Gia Định                              |
| | Mai Chí Thọ          | Năm Xuân                         | Tháng 10/1973                     | Tháng 8/1975      | Bí thư Thành ủy Sài Gòn - Gia Định                              |
| | Võ Văn Kiệt          | Sáu Dân                          | Tháng 8/1975                      | Tháng 12/1975     | Bí thư Thành ủy Sài Gòn - Gia Định (Thành phố Hồ Chí Minh)      |
| | Nguyễn Văn Linh      | Mười Cúc                         | Tháng 12/1975                     | Tháng 11/1976     | Bí thư Thành ủy Sài Gòn - Gia Định (Thành phố Hồ Chí Minh)      |

### Thành ủy Thành phố Hồ Chí Minh
| Hình | Tên                        | Tên khác Bí danh      | Bắt đầu       | Kết thúc      | Chức vụ                               |
| ---- | -------------------------- | --------------------- | ------------- | ------------- | ------------------------------------- |
|      | Nguyễn Văn Linh            | Mười Cúc              | Tháng 11/1976 | Tháng 4/1977  | Bí thư Thành ủy Thành phố Hồ Chí Minh |
|      | Võ Văn Kiệt                | Sáu Dân               | Tháng 4/1977  | Tháng 12/1981 | Bí thư Thành ủy Thành phố Hồ Chí Minh |
|      | Trần Văn Bạc               | Hai Thông             | Tháng 12/1981 | Tháng 10/1986 | Bí thư Thành ủy Thành phố Hồ Chí Minh |
|      | Võ Trần Chí                |                       | Tháng 10/1986 | Tháng 5/1996  | Bí thư Thành ủy Thành phố Hồ Chí Minh |
|      | Trương Tấn Sang            | Tư Sang               | Tháng 5/1996  | Tháng 1/2000  | Bí thư Thành ủy Thành phố Hồ Chí Minh |
|      | Nguyễn Minh Triết          | Trần Phong, Sáu Phong | Tháng 1/2000  | 28/6/2006     | Bí thư Thành ủy Thành phố Hồ Chí Minh |
|      | Lê Thanh Hải (chính khách) | Hai Nhựt              | 28/6/2006     | 14/10/2015    | Bí thư Thành ủy Thành phố Hồ Chí Minh |
|      | Đinh La Thăng              | Tư Thăng              | 5/2/2016      | 10/5/2017     | Bí thư Thành ủy Thành phố Hồ Chí Minh |
|      | Nguyễn Thiện Nhân          | Hai Nhân              | 10/5/2017     | 17/10/2020    | Bí thư Thành ủy Thành phố Hồ Chí Minh |
|      | Nguyễn Văn Nên             | Bảy Nên               | 17/10/2020    | -             | Bí thư Thành ủy Thành phố Hồ Chí Minh |